# ジャン＝クロード・ミジョー
ジャン＝クロード・ミジョー（Jean Claude Migeot、1953年1月16日 - ）は、フランス・トゥール出身の空力エンジニア。
代表作であるティレル・019は、1990年代以後フォーミュラカーの定番デザインとなった「『現代型の』ハイノーズ」を最初に採用したマシンで、空力基本コンセプトを形にした人物として知られている。

## キャリア

### 初期

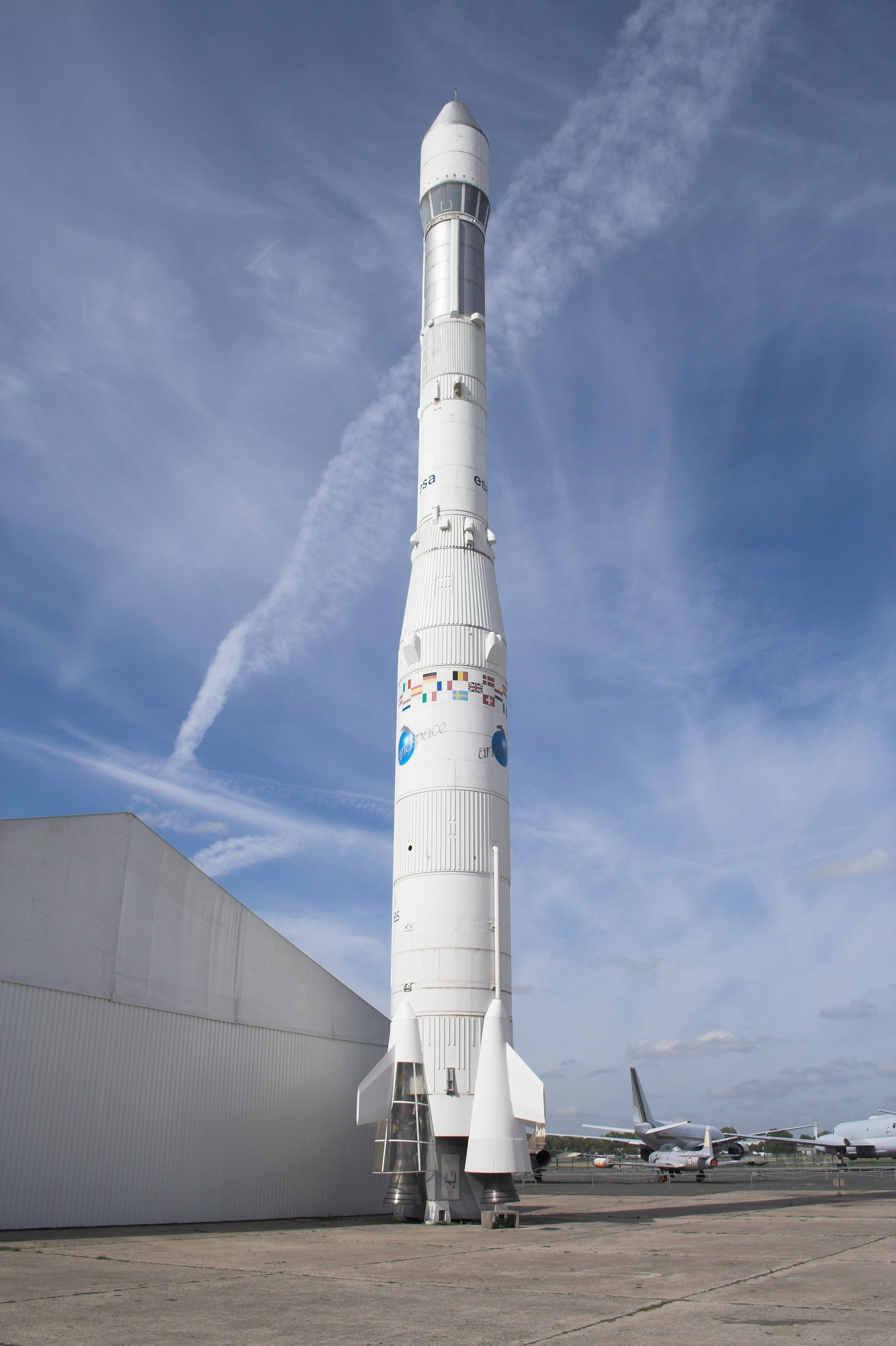
アリアン1

航空エンジニアを目指し、トゥールーズのENSAEで空気力学を学んだ。
卒業後、SEPのアリアン1プロジェクトでロケットの設計に携わった。
28歳の1981年、一念発起して、モータースポーツでのキャリアを始める。

### 1981-1984：ルノー・スポール
ルノー・スポールで、空力デザイナーのマルセル・ユベールのアシスタントエンジニアとしての雇用をうける。
翌1982年の設計チームでは早くも空力責任者を務め、1983年車のRE40となって結実する。
1984年車のRE50の設計チームで、空力責任者、1985年車のRE60の設計チーム(1984)で、空力責任者を務める。
エキープ・ルノーは1985年を以てF1から撤退した。

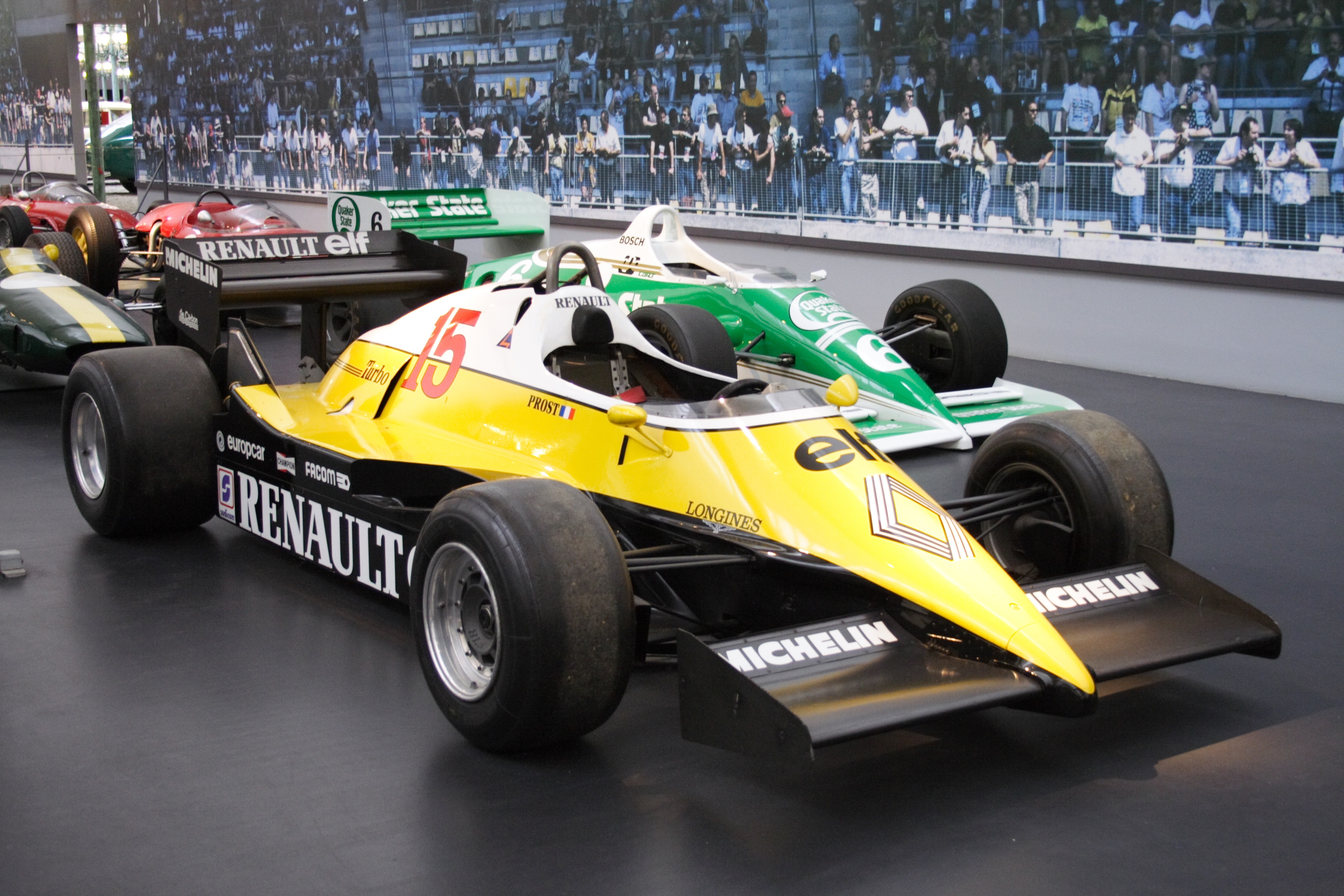
RE40（1983年）
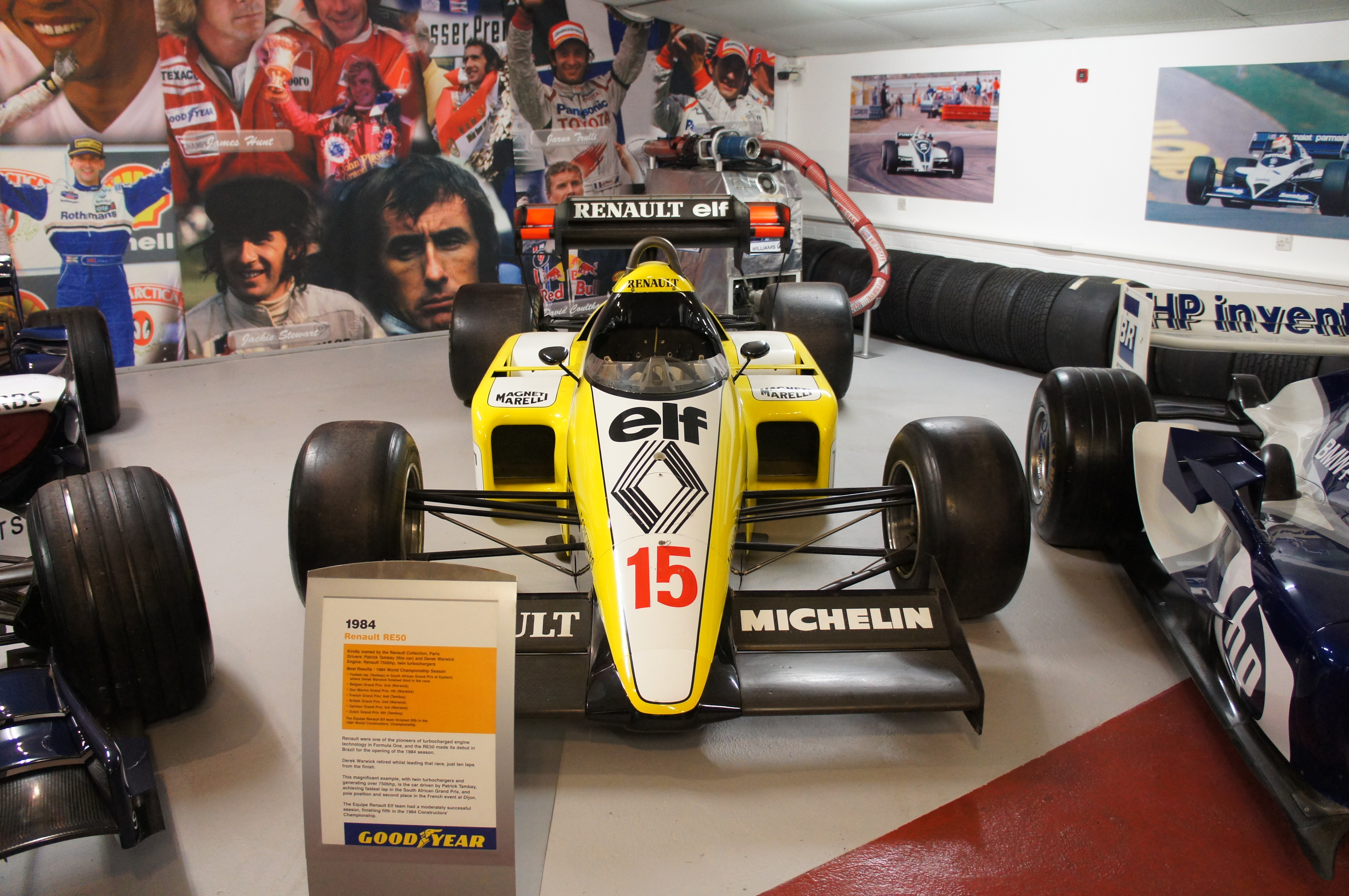
RE50（1984年）
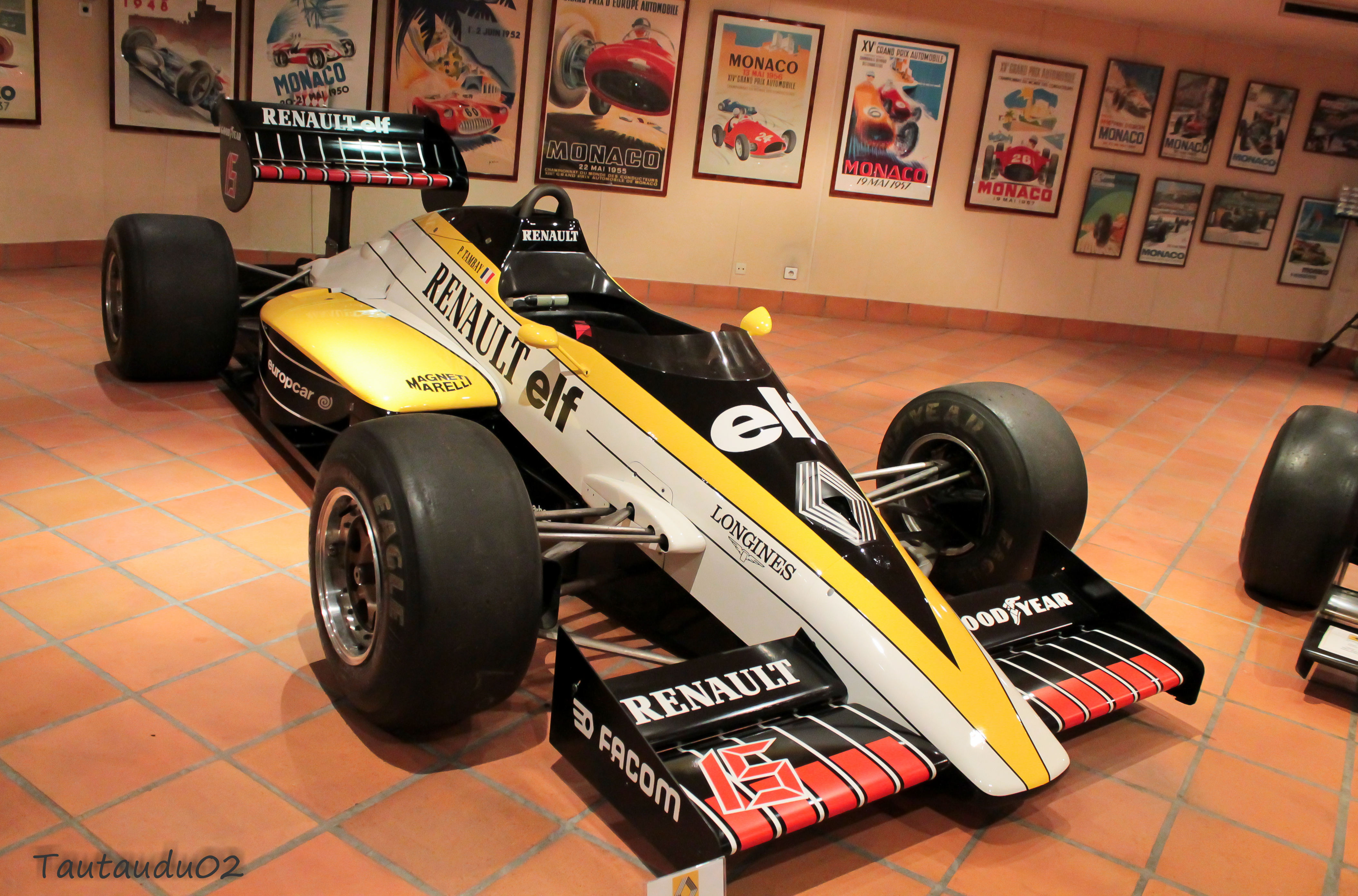
RE60（1985年）

### 1984-1987：フェラーリ
フェラーリでハーベイ・ポスルスウェイトの設計チームで働く。
1985年車の156/85の設計で、チーフデザイナーを務め、1986年車のF186の設計で、チーフデザイナーを務める。

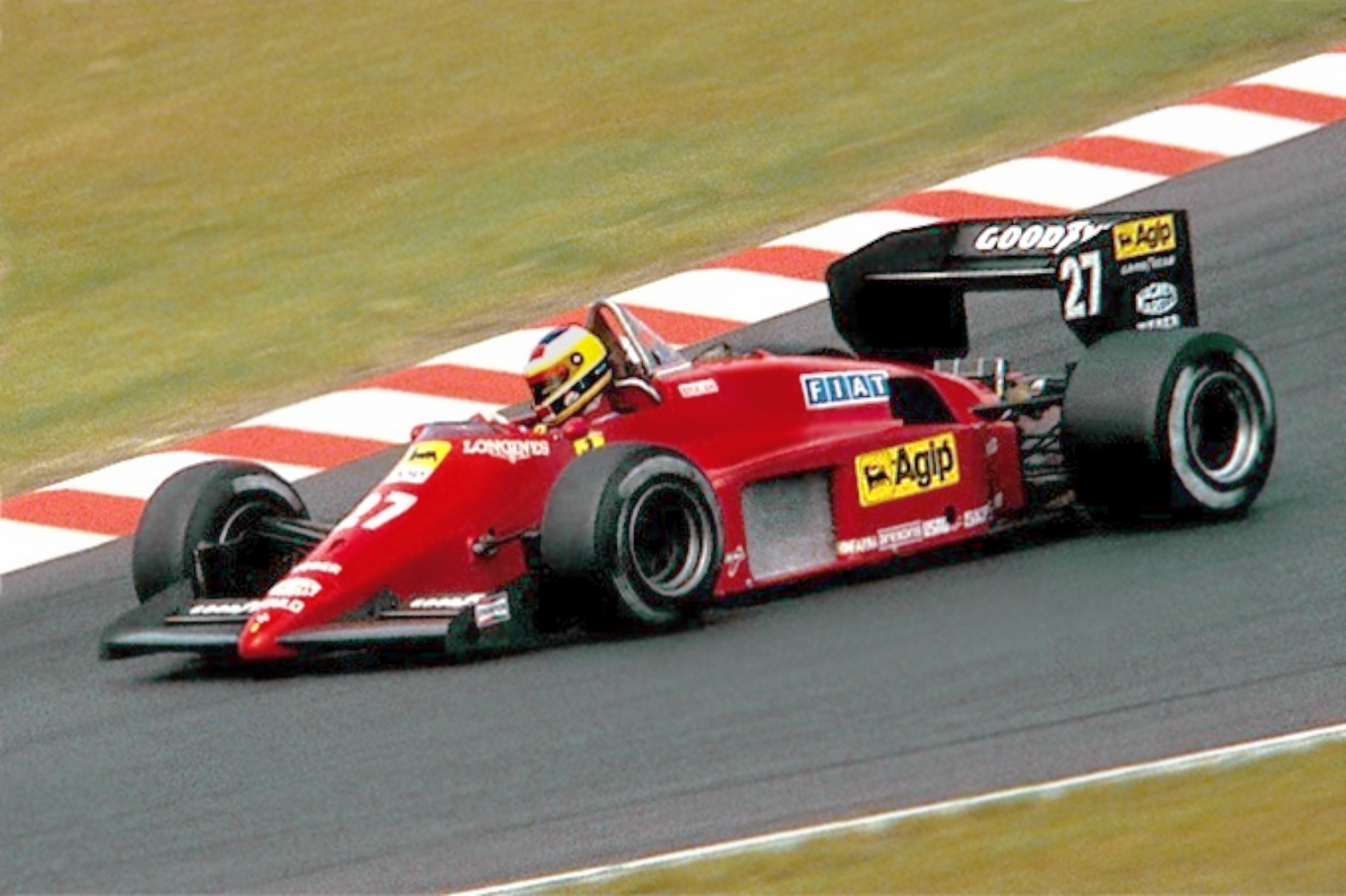
156/85（1985年）
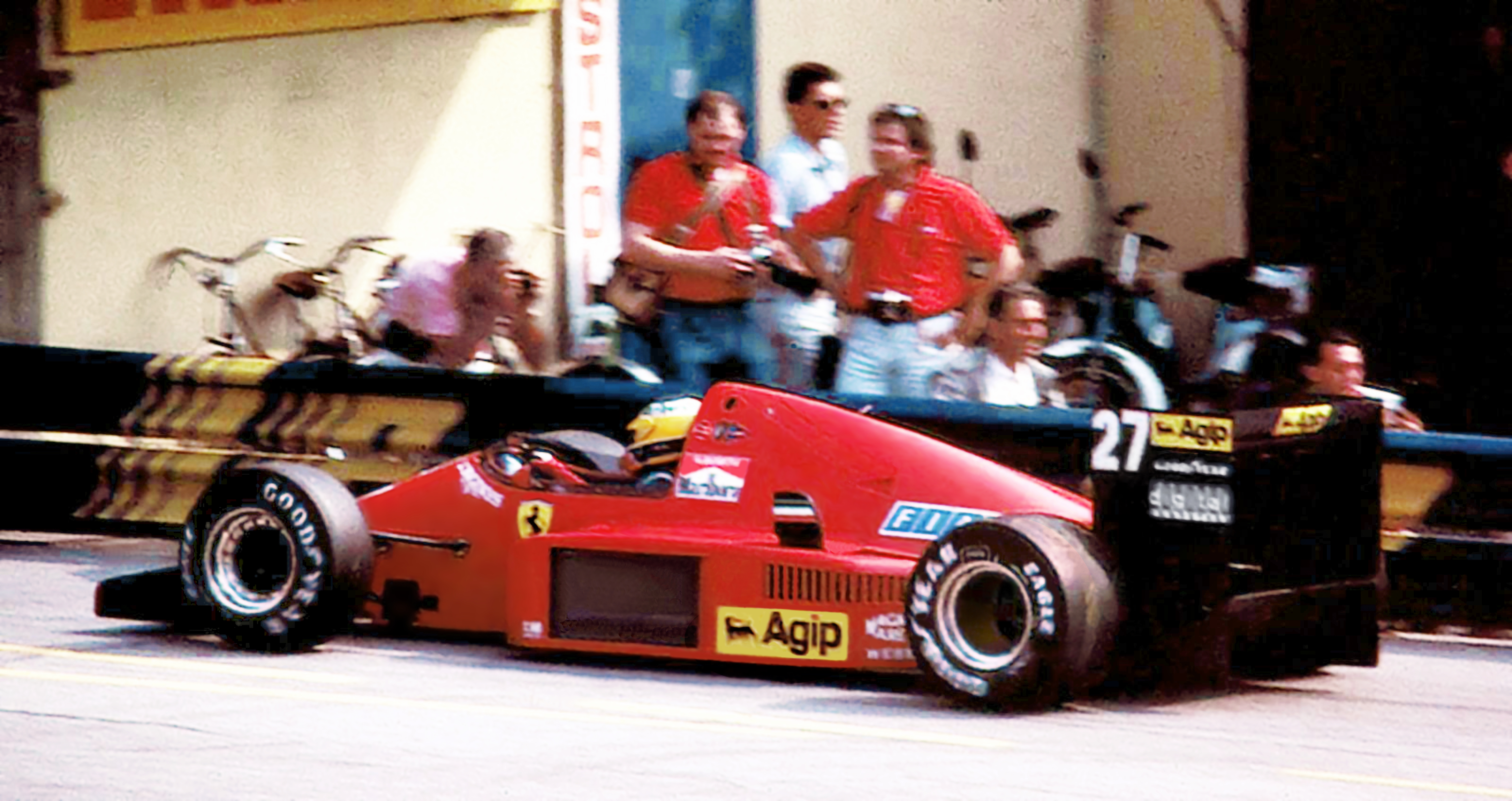
F186（1986年）

### 1988-1989：ティレル

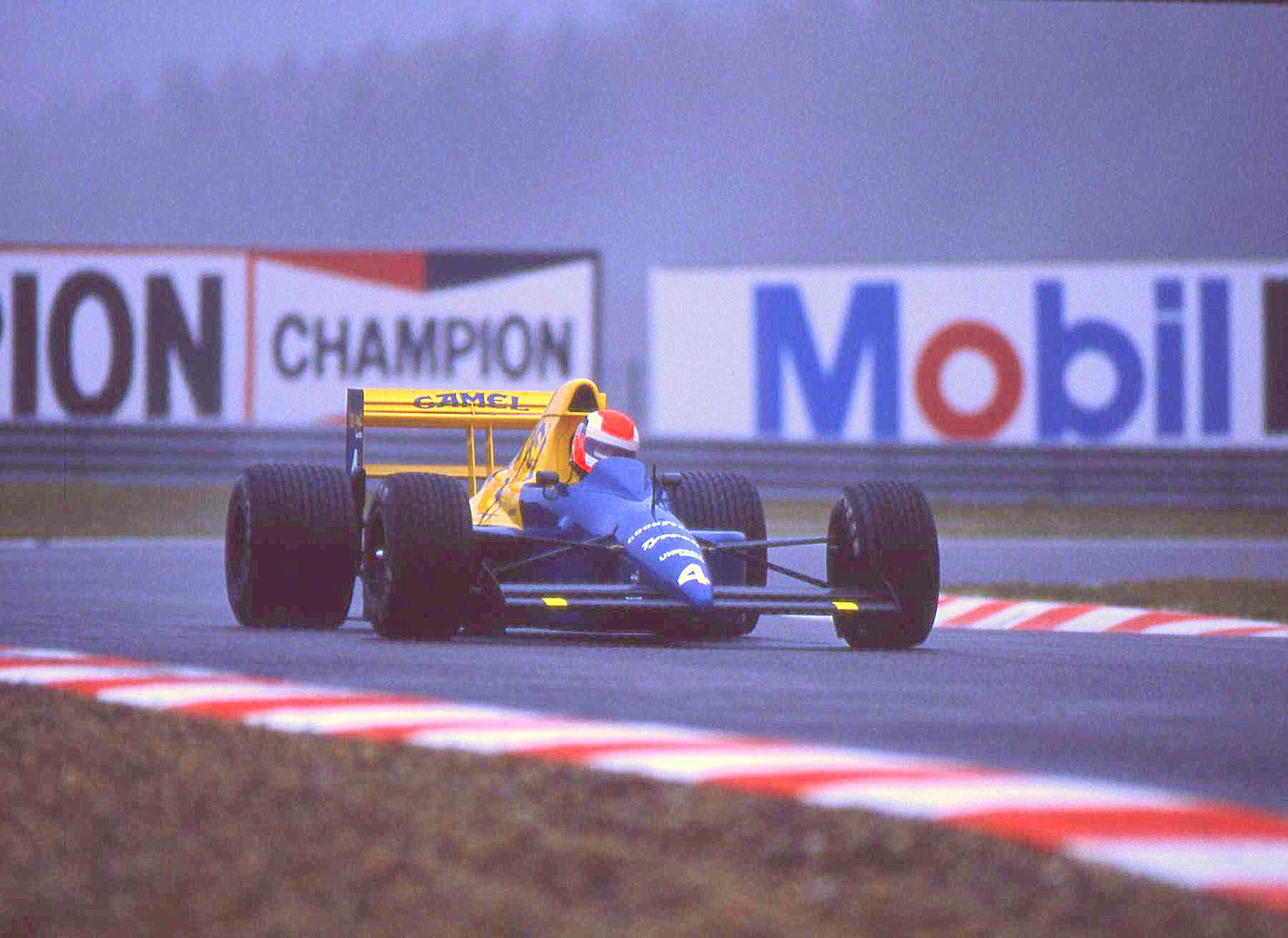
018（1989年）
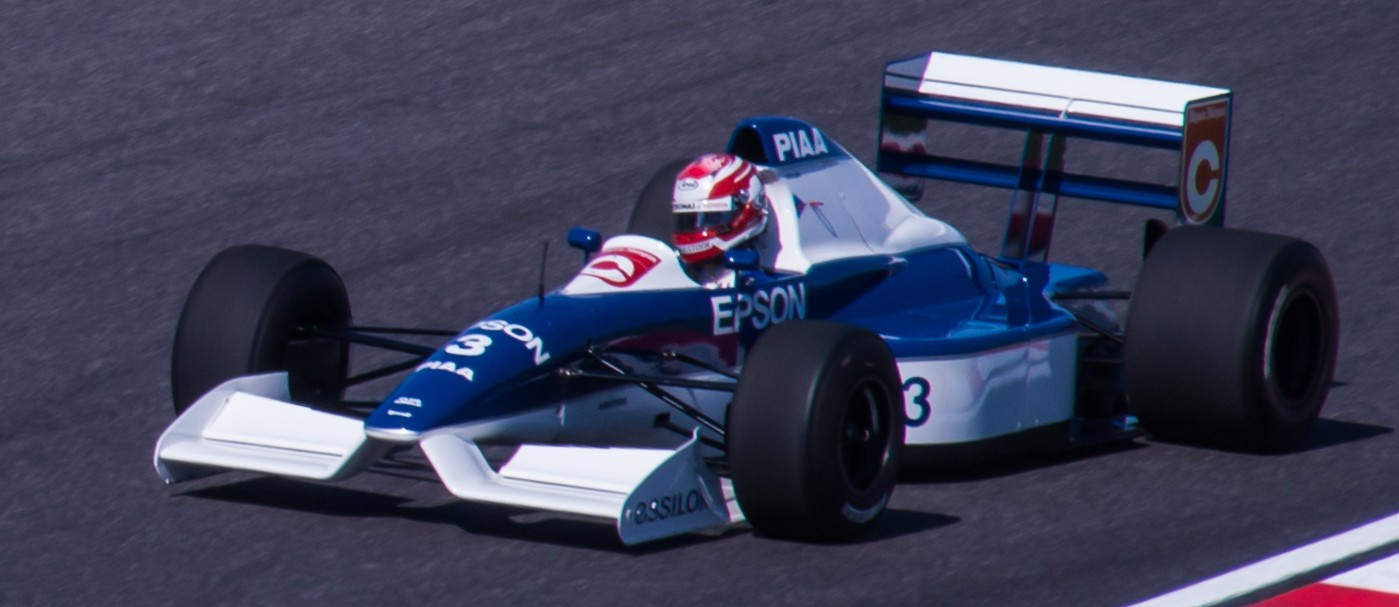
019（1990年）
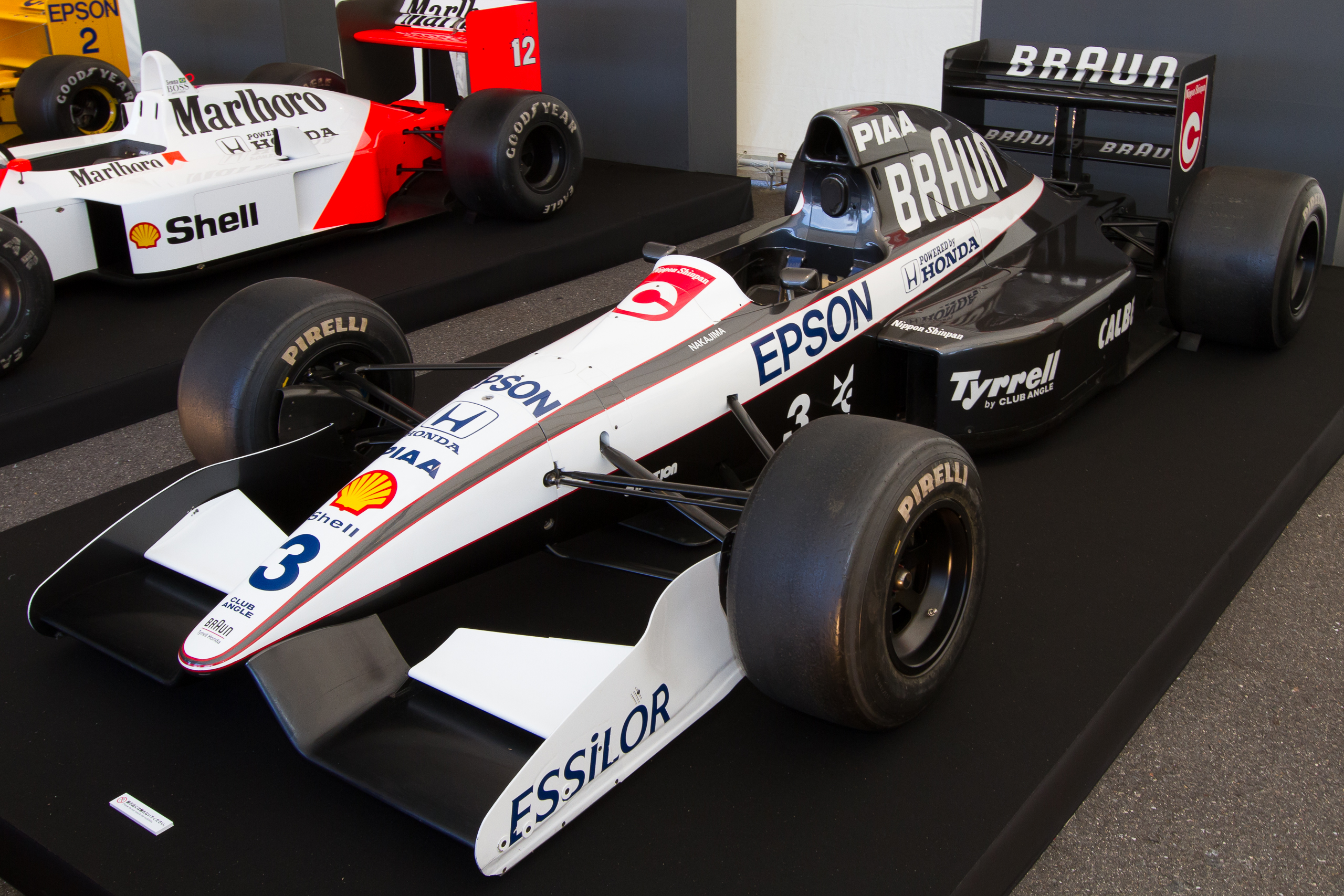
020（1991年 - 1993年）
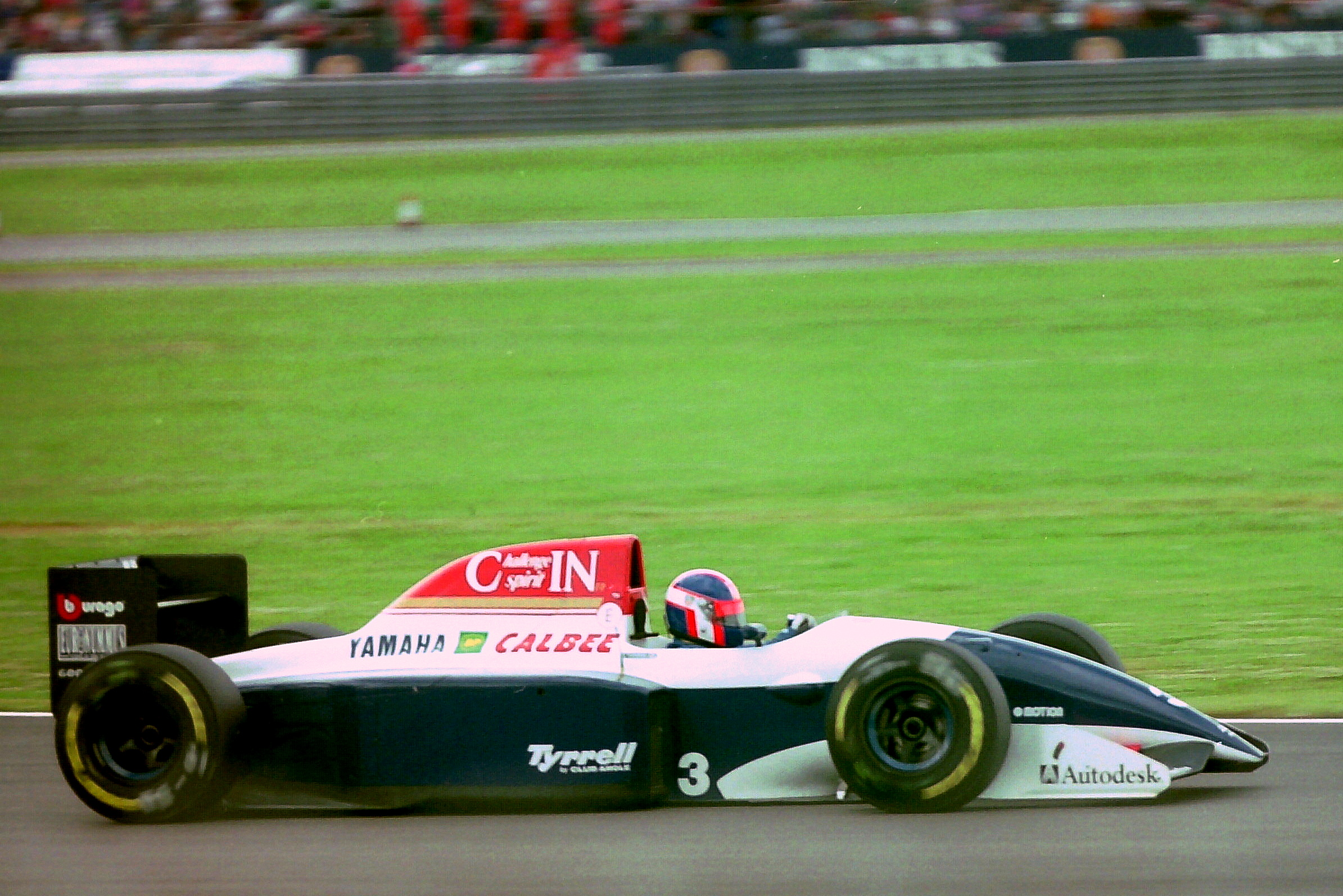
021（1993年）

ティレルでハーベイ・ポスルスウェイトと018、019を設計。
1988年設計の018では、フロントウイングとノーズ底面が若干持ち上げられていた。
1989年設計の019では、更に大きくノーズが持ち上げられ「ハイノーズ」の「ドルフィンノーズ」、「アンヘドラル（下反角）ウィング」が導入された。
1990年には、マイク・ガスコインがチームに加入し、019のレースチームでの空力R&Dの手腕でポスルスウェイトに認められる。

### 1990-1992：フェラーリ
フェラーリで642, 643, F92A, F93Aを設計。

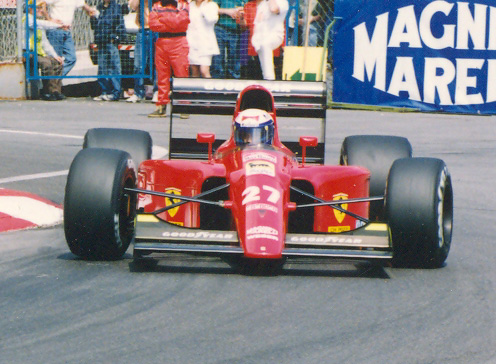
642（1991年）
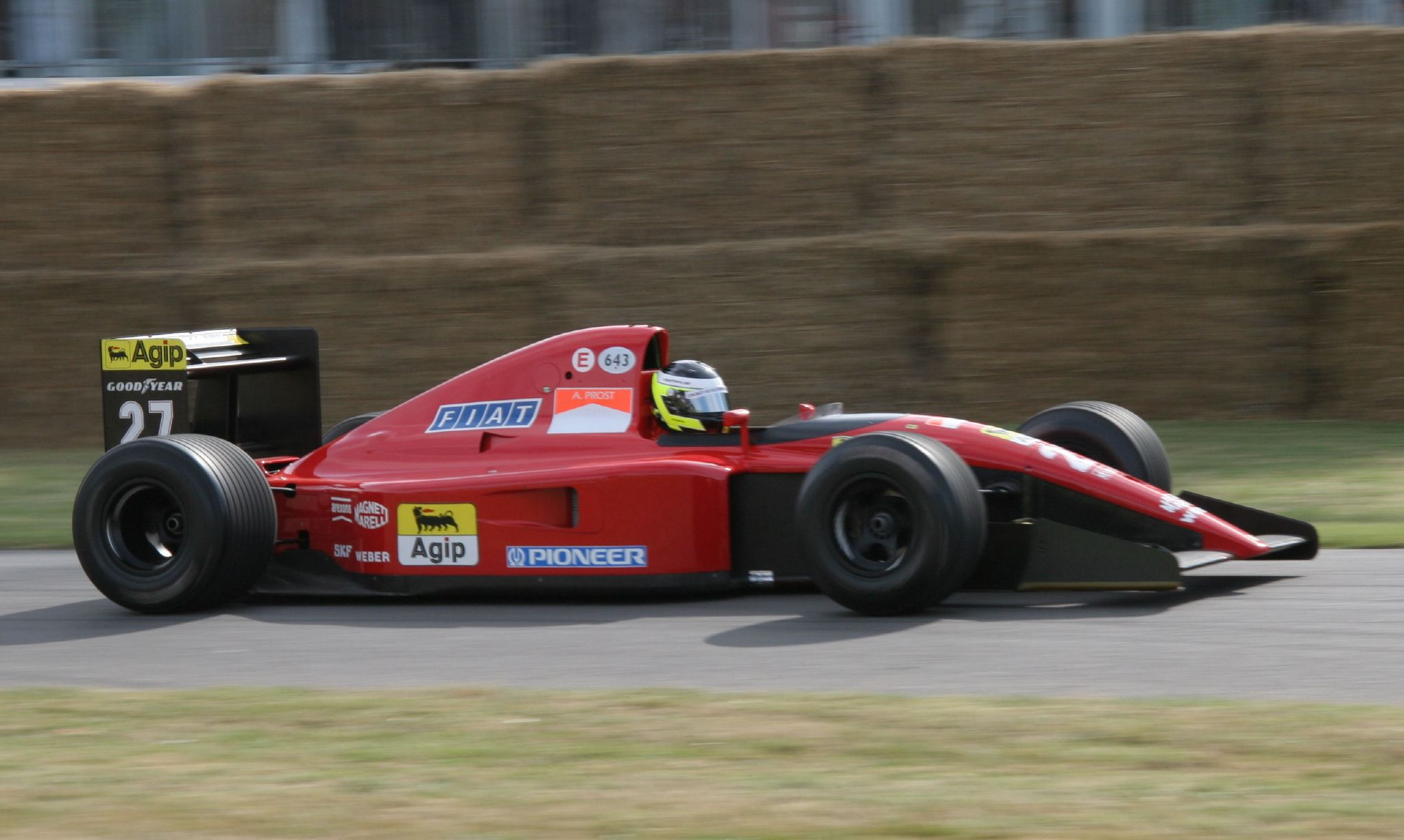
643（1991年）
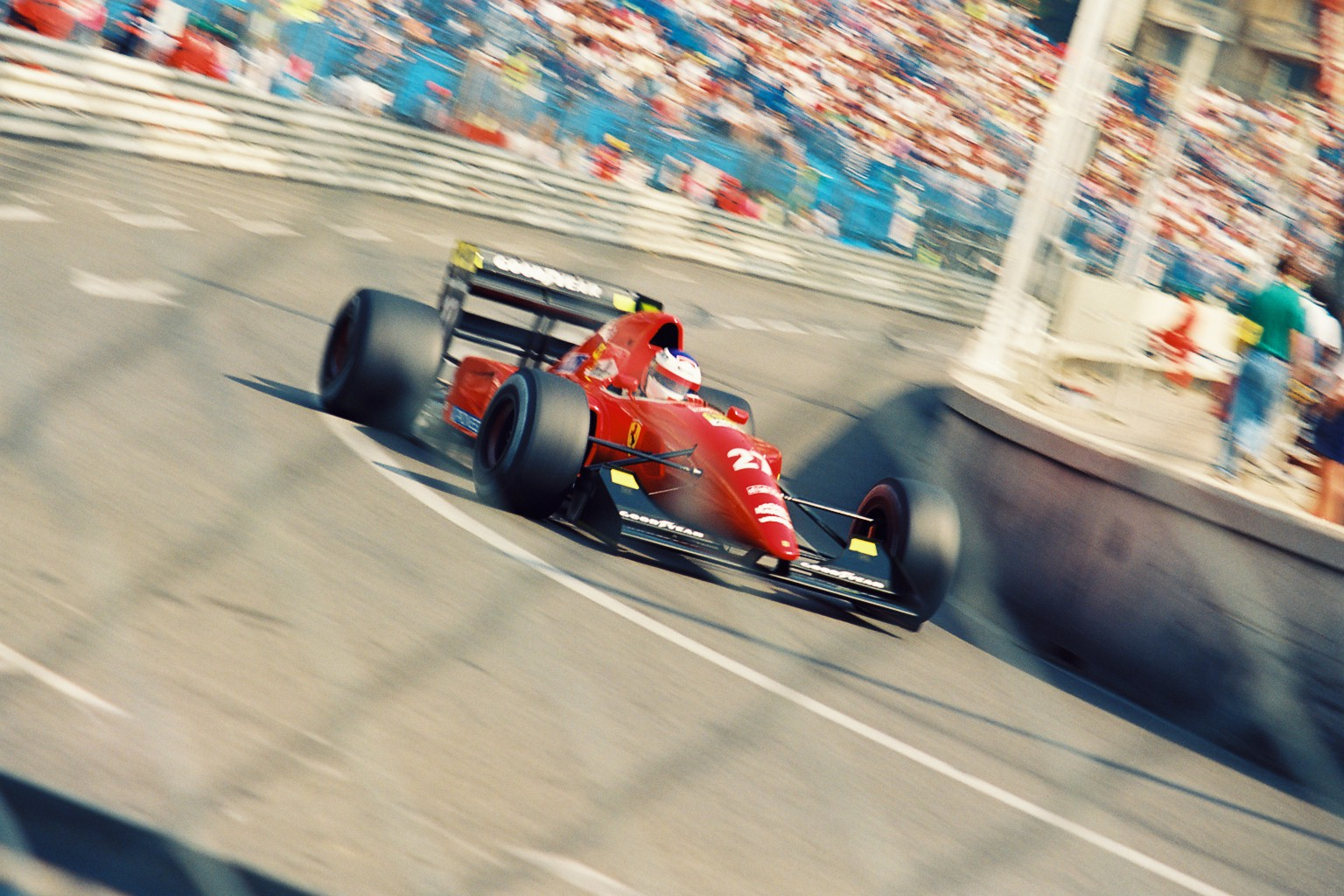
F92A（1992年）
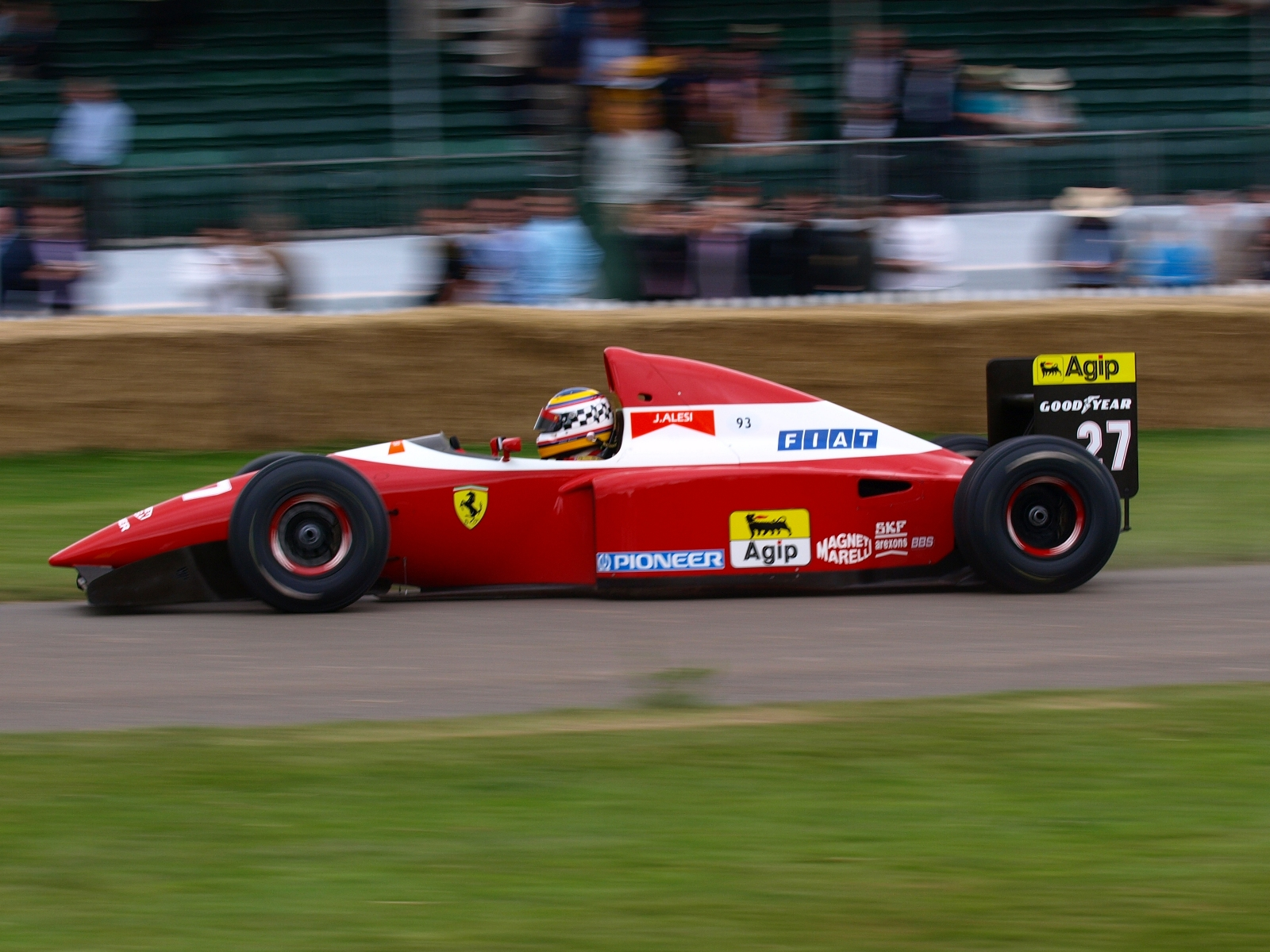
F93A（1993年）

### 空力ファームを主宰（1993-現在）
| R&D  | 設計 | 型式             | ペトルッチ | 設計         |
| ---- | ---- | ---------------- | ---------- | ------------ |
| 1989 | 1988 | フェラーリ 640   |            | バーナード車 |
| 1990 | 1989 | フェラーリ 641   |            | バーナード車 |
| 1991 | 1990 | フェラーリ 642   | Sr.AD      | ミジョー車   |
| 1991 | 1991 | フェラーリ 643   | Sr.AD      | ミジョー車   |
| 1992 | 1991 | フェラーリ F92A  | Sr.AD      | ミジョー車   |
| 1993 | 1992 | フェラーリ F93A  | Chief AD   | ミジョー車   |
| 1994 | 1993 | フェラーリ 412T1 | Chief AD   | バーナード車 |
| 1995 | 1994 | フェラーリ 412T2 | Chief AD   | バーナード車 |
| 1996 | 1995 | フェラーリ F310  | Chief AD   | バーナード車 |
| 1997 | 1996 | フェラーリ F310B | Chief AD   | バーナード車 |

1993年、ガブリエーレ・ルミは、ゴヴォーニ社から、カズマロのゴヴォーニ風洞を買い取って、関連会社とした。ここにミジョーを引き抜いて、技術開発会社（イタリアで最初の、レースカー風洞試験用の空気力学R&Dセンター）のフォンドメタル・テクノロジーズ社フォンドテックを設立し、その運用全てをミジョーに任せた。
カズマロのローリングロードを備えた40%スケールのゴヴォーニ風洞は、当時世界に4つあると云われた最先端の風洞のうちのひとつで、1990年にゴヴォーニ社が顧客の使用をあてにして建設し、フェラーリによって使用されてきたが、契約解除によって売りに出された。
フェラーリ側ではこの風洞は、プレーンエア風洞と呼ばれ、ニコロ・ペトルッチによって当のミジョー車の設計・運用に利用されている。当時のハーベイ・ポスルスウェイトは、イタリアに設計事務所を構え、フェラーリチームでプリンシパルを務める等で重きをなし、ジャンパオロ・ダラーラとの親密度の高く、ペトルッチのサポートをしている。
このプレーンエア風洞は、もともとフェラーリがミジョーとポスルスウェイトのために用意した専用風洞だった。
2003年はチームの使用する車体設計がポスルスウェイトからジョン・バーナードに切り替わるタイミングにあたり、GTOやFDDであったような設計用の専用施設の処分がここでも行われた。
購入後はカズマロ風洞と呼ばれ、フォンドメタル・テクノロジーズ社が設立され、イタリアで最初の風洞サービスを供する、フォンドテックが発足する。
1996夏には、ヨーロッパで最も優れた空気力学の学校であるトゥールーズの有名な国立航空宇宙大学院大学で訓練を受けた、アルゼンチンの空気力学者であるマリアーノ・アルペリンも出入りするようになるが、彼は1991年にルミのチームでテレメトリプログラムを担当した。

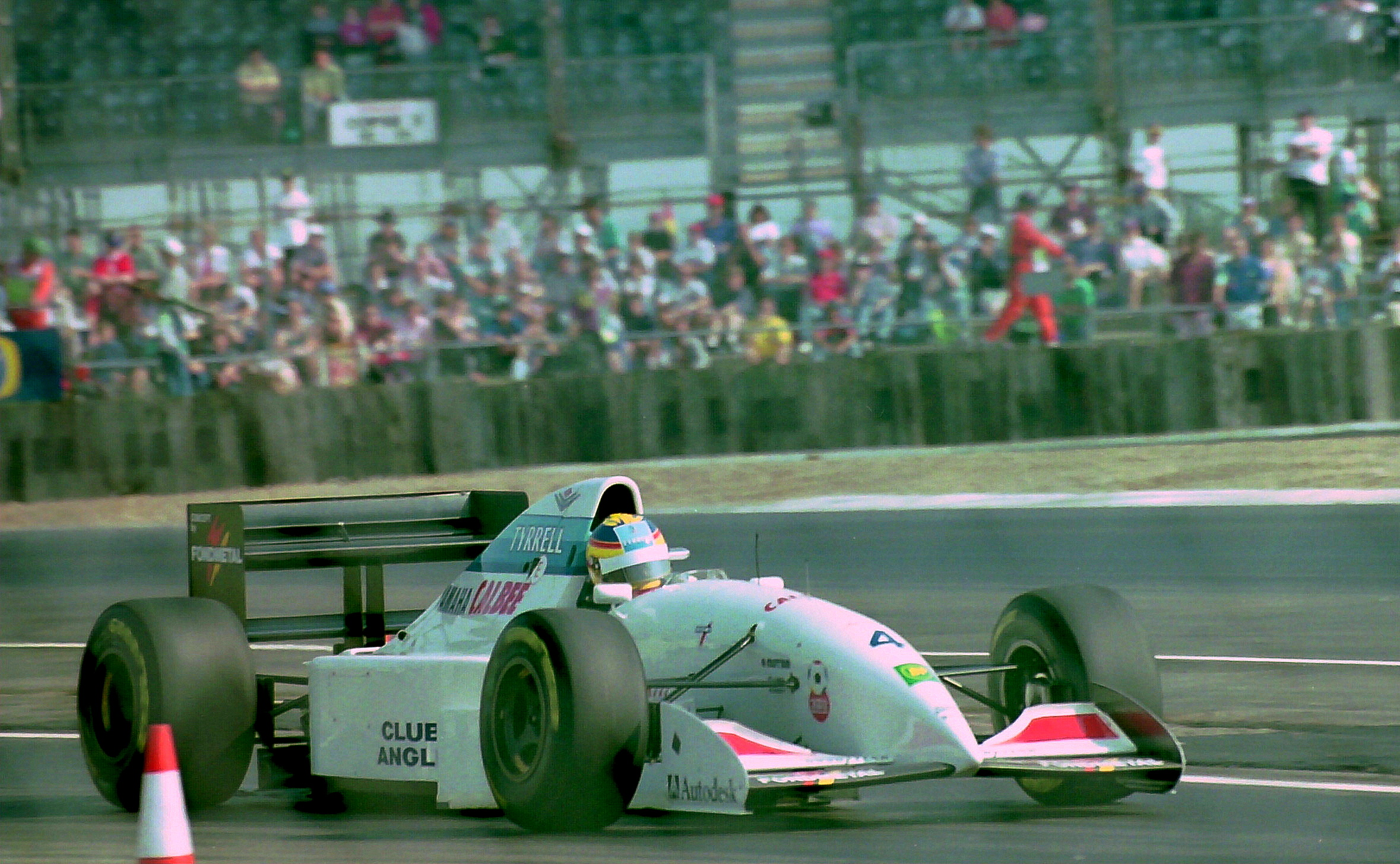
022（1994年）
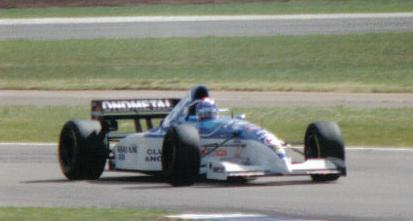
023（1995年）
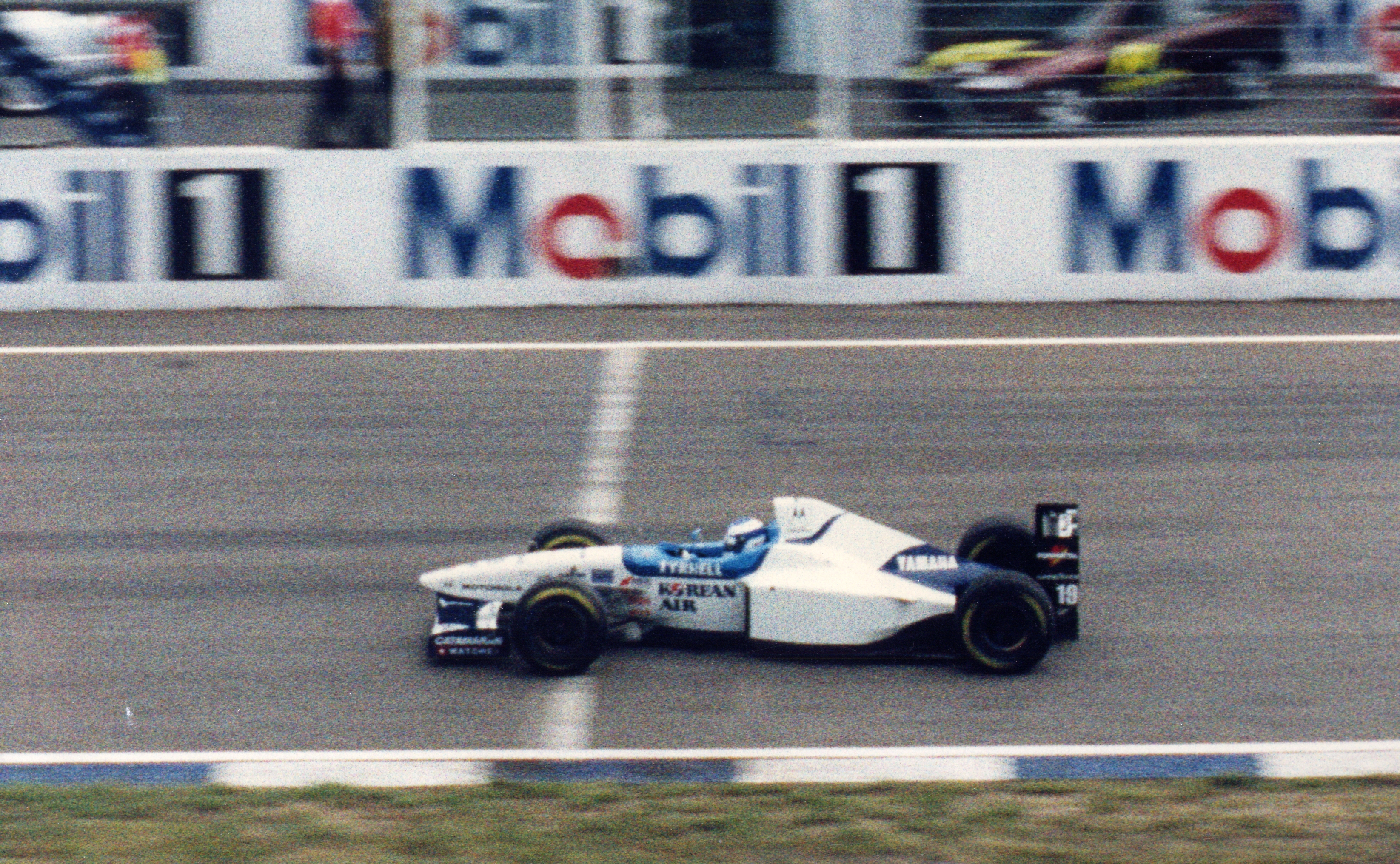
024（1996年）
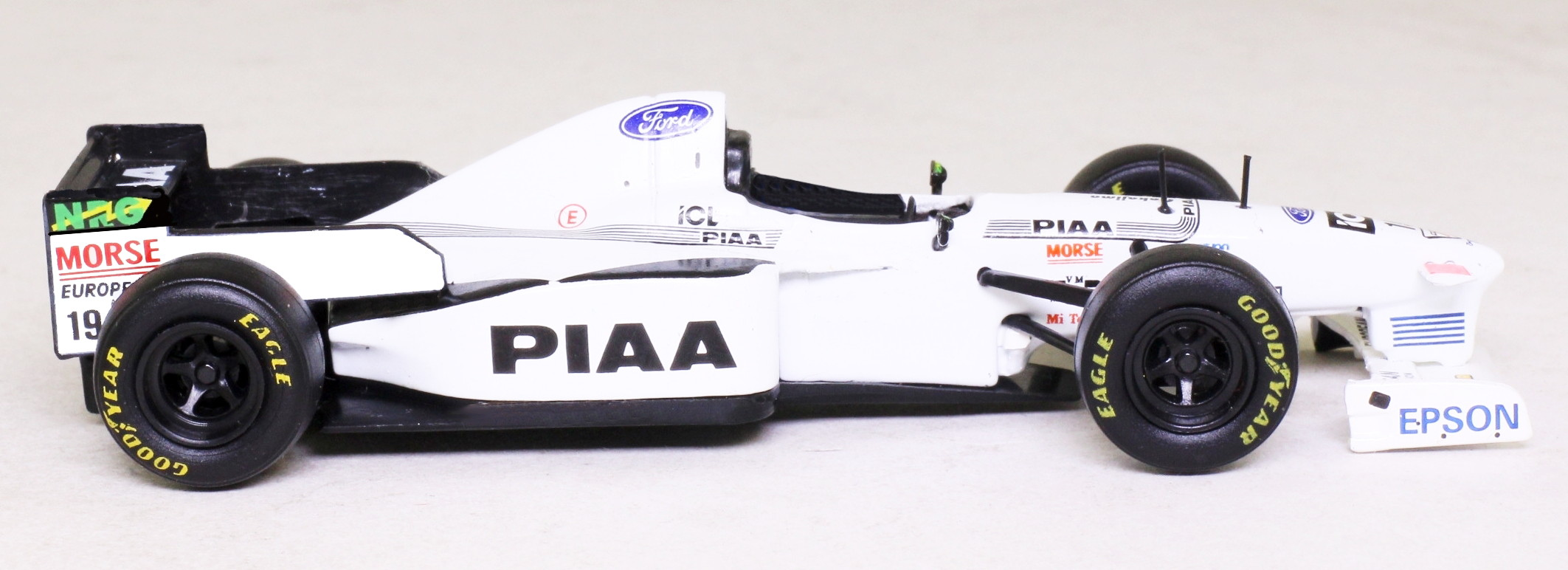
025（1997年）
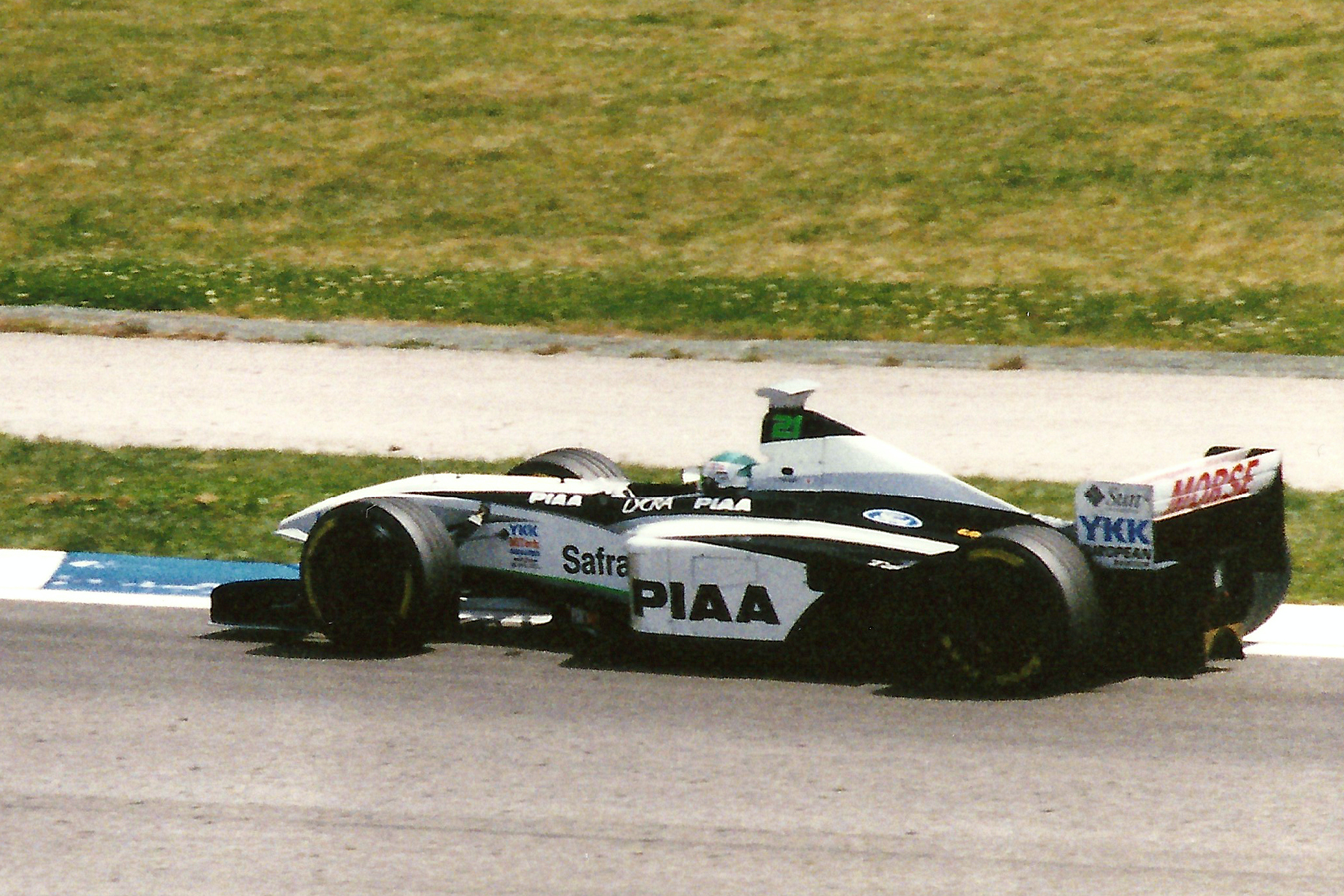
026（1998年）
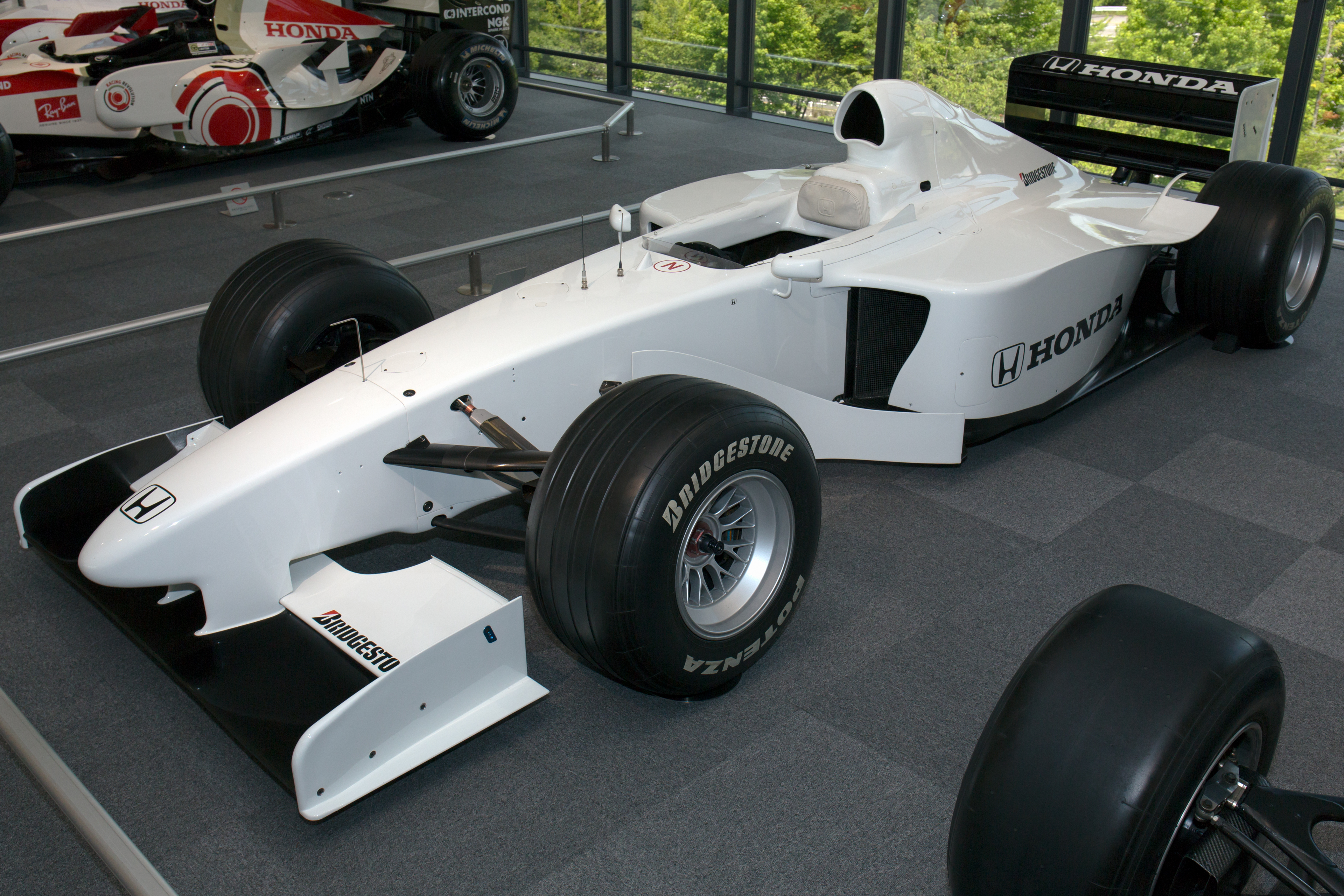
027=RA099（1999年）
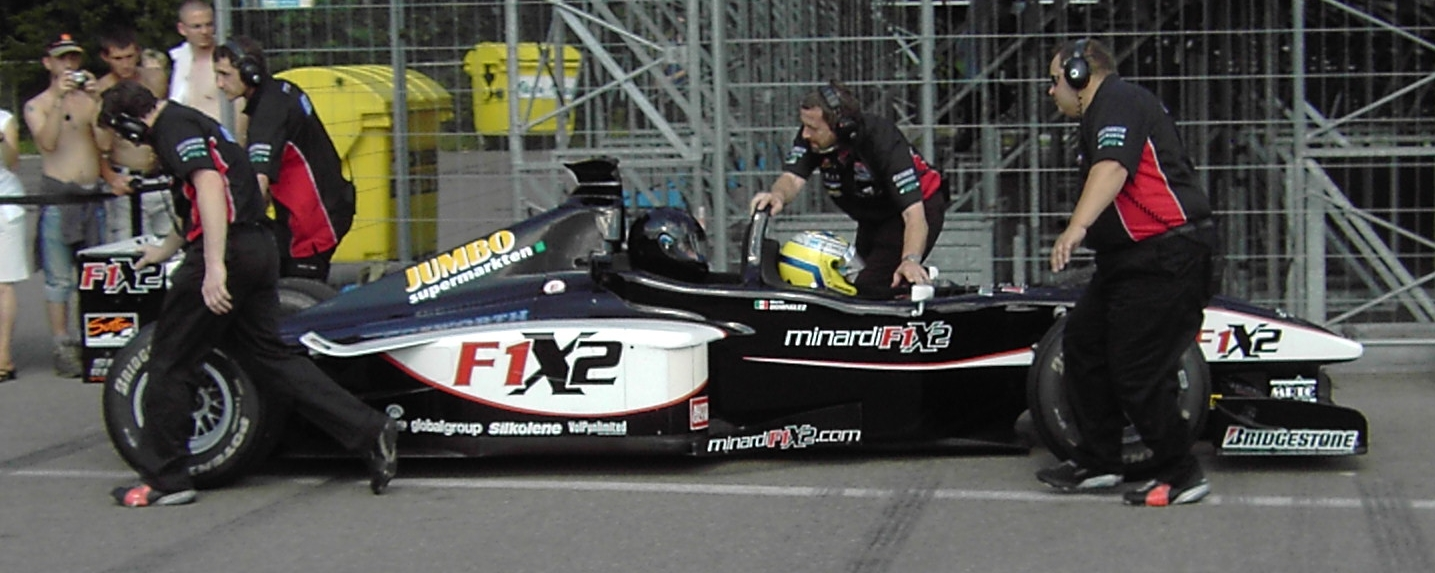
F1X2（2007年）

## フォンドテックのF1カーサービス
| 車名             | 投入年 | 設計年 | テクニカルディレクター     | 空力サプライヤー              | 空力チーフ                                                       | R＆D                                                             | メカニカル設計                                                   |
| ---------------- | ------ | ------ | -------------------------- | ----------------------------- | ---------------------------------------------------------------- | ---------------------------------------------------------------- | ---------------------------------------------------------------- |
| ティレル・018    | 1989   | 1988   | ハーベイ・ポスルスウェイト | -                             | ジャン＝クロード・ミジョー                                       | ジャン＝クロード・ミジョー                                       | ジャン＝クロード・ミジョー                                       |
| ティレル・019    | 1990   | 1989   | ハーベイ・ポスルスウェイト | -                             | ジャン＝クロード・ミジョー                                       | マイク・ガスコイン                                               | マイク・ガスコイン                                               |
| ティレル・022    | 1994   | 1993   | ハーベイ・ポスルスウェイト | フォンドテック                | ジャン＝クロード・ミジョー                                       | マイク・ガスコイン(副TD)                                         | マイク・ガスコイン(副TD)                                         |
| ティレル・023    | 1995   | 1994   | ハーベイ・ポスルスウェイト | フォンドテック                | マイク・ガスコイン                                               | ティム・デンシャム                                               | ティム・デンシャム                                               |
| ティレル・024    | 1996   | 1995   | ハーベイ・ポスルスウェイト | フォンドテック との契約は無し | マイク・ガスコイン                                               | ティム・デンシャム                                               | ティム・デンシャム                                               |
| ティレル・025    | 1997   | 1996   | ハーベイ・ポスルスウェイト | フォンドテック との契約は無し | マイク・ガスコイン                                               | ティム・デンシャム                                               | ティム・デンシャム                                               |
| ティレル・026    | 1998   | 1997   | ハーベイ・ポスルスウェイト | フォンドテック との契約は無し | マイク・ガスコイン                                               | ティム・デンシャム                                               | ティム・デンシャム                                               |
| ティレル・027    | RA099  | 1998   | ハーベイ・ポスルスウェイト | フォンドテック との契約は無し | マイク・ガスコイン                                               | 出走なし                                                         | ティム・デンシャム                                               |
| ベネトン・B197   | 1997   | 1996   | パット・シモンズ           | フォンドテック                | ニック・ワース(Chief)+ジェイムズ・アリソン(Head)                 | ニック・ワース(Chief)+ジェイムズ・アリソン(Head)                 | ニック・ワース(Chief)+ジェイムズ・アリソン(Head)                 |
| ベネトン・B198   | 1998   | 1997   | パット・シモンズ           | フォンドテック                | ニック・ワース(Chief)+ジェイムズ・アリソン(Head)                 | ニック・ワース(Chief)+ジェイムズ・アリソン(Head)                 | ニック・ワース(Chief)+ジェイムズ・アリソン(Head)                 |
| ベネトン・B199   | 1999   | 1998   | パット・シモンズ           | フォンドテック                | ニック・ワース(Chief)+ジェイムズ・アリソン(Head)                 | ニック・ワース(Chief)+ジェイムズ・アリソン(Head)                 | ニック・ワース(Chief)+ジェイムズ・アリソン(Head)                 |
| ミナルディ・M197 | 1997   | 1996   | ガブルエル・トレドッツィ   | フォンドテック との契約は無し | マリアーノ・アルペリン+ダビデ・コロンボ                          | マリアーノ・アルペリン+ダビデ・コロンボ                          | Mauro Gennaro                                                    |
| ミナルディ・M198 | 1998   | 1997   | グスタフ・ブルナー         | フォンドテック との契約は無し | マリアーノ・アルペリン+ダビデ・コロンボ+ガブルエル・トレドッツィ | マリアーノ・アルペリン+ダビデ・コロンボ+ガブルエル・トレドッツィ | マリアーノ・アルペリン+ダビデ・コロンボ+ガブルエル・トレドッツィ |
| ミナルディ・M01  | 1999   | 1998   | グスタフ・ブルナー         | フォンドテック                | ジャン＝クロード・ミジョー                                       | ジャン＝クロード・ミジョー                                       | ジャン＝クロード・ミジョー                                       |
| ミナルディ・M02  | 2000   | 1999   | グスタフ・ブルナー         | フォンドテック                | ジャン＝クロード・ミジョー                                       | ジャン＝クロード・ミジョー                                       | ジャン＝クロード・ミジョー                                       |

モータースポーツに関連する略歴がfondmetal公式サイトに掲載されている。
| 年                                                   | クライアント         | 風洞             |                              | マイク・ガスコイン職歴 | マイク・ガスコイン職歴 |
| ---------------------------------------------------- | -------------------- | ---------------- | ---------------------------- | ---------------------- | ---------------------- |
| 2001-2006                                            | ルノー               | FondTech         | 2番目の空力開発チーム        | 2001-2003              | ベネトン / ルノー      |
| ルノーとともに、F1世界選手権（2005年と2006年）で優勝 |                      |                  |                              |                        |                        |
| 2003-2006                                            | トヨタF1             | Aerolab          | 2番目の空力開発チーム        | 2004-2006.04           | トヨタ                 |
| 2006                                                 | FIA (ニック・ワース) | FondTech         | CDG wing conceptの空力開発   |                        |                        |
| 2007                                                 | スパイカーF1         | Aerolab          | 空力開発チーム               | 2006.09-2007           | スパイカー             |
| 2008-2009                                            | フォースインディアF1 | Aerolab          | 空力開発チーム               | 2008-2008.11           | フォース・インディア   |
| 2010-2012                                            | Team Lotus           | Aerolab+FondTech | 空力開発のための唯一のチーム | 2009-2012              | ロータス               |
| 2012-                                                | CaterhamF1           | Aerolab+FondTech | 空力開発チーム               | 2012-                  | ケータハム             |